# 코코이찌방야

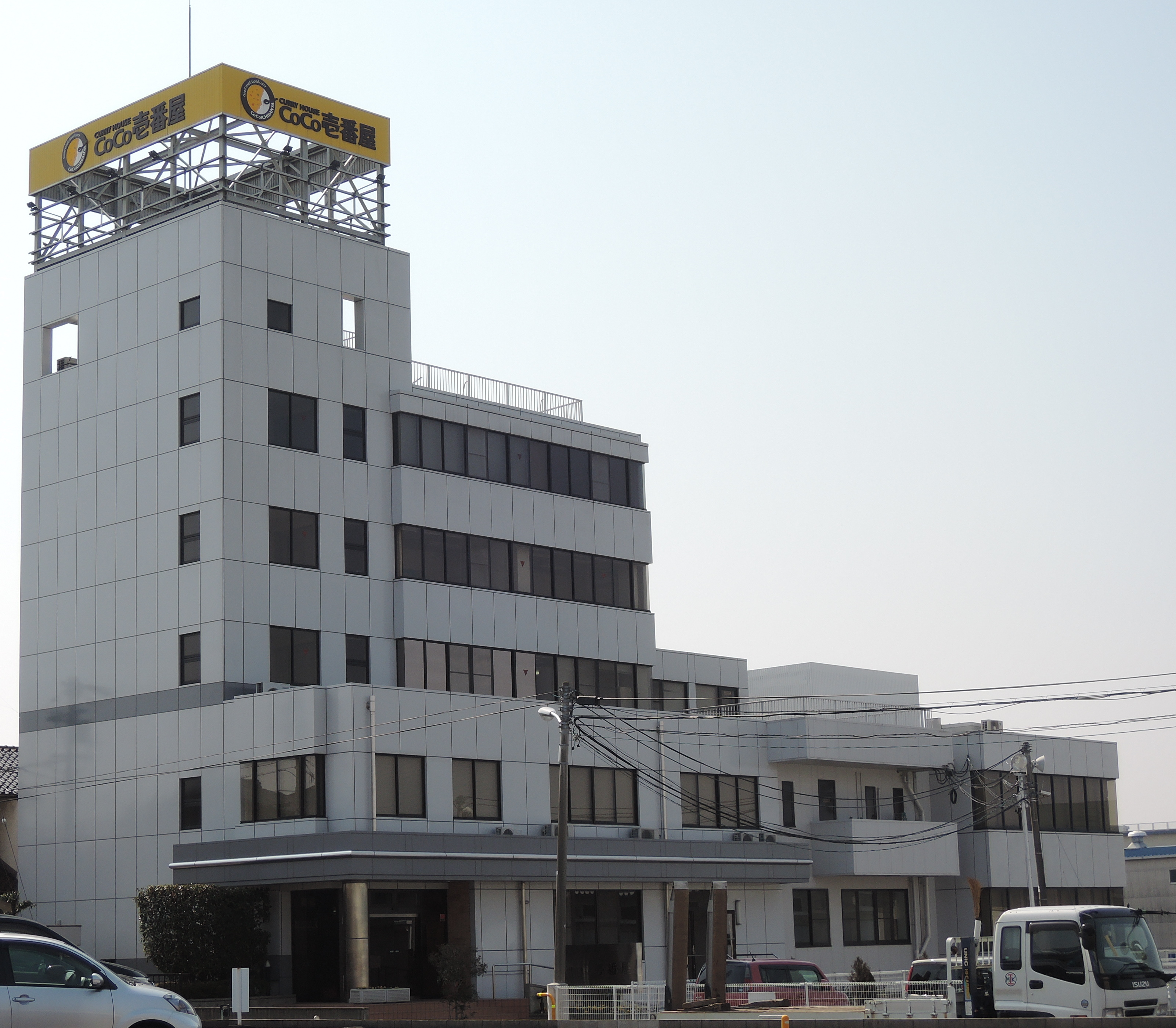
이치노미야시에 있는 두 번째 본사

코코이찌방야(CoCo壱番屋)는 주식회사 이찌방야(일본어: 壱番屋, 영어: ICHIBANYA CO., LTD.)가 운영하는 일본의 식당회사이며, 일본 카레 전문점으로 제일 유명하다. 본국인 일본, 대한민국을 합하여 전 세계에 총 1,400점 이상 운영하여 2013년 1월에 세계에서 제일 큰 카레전문점 체인업으로 인정되었다. 일본에서는 식당 이름 약어를 코코이찌(ココ壱)라고 부른다.

## 역사

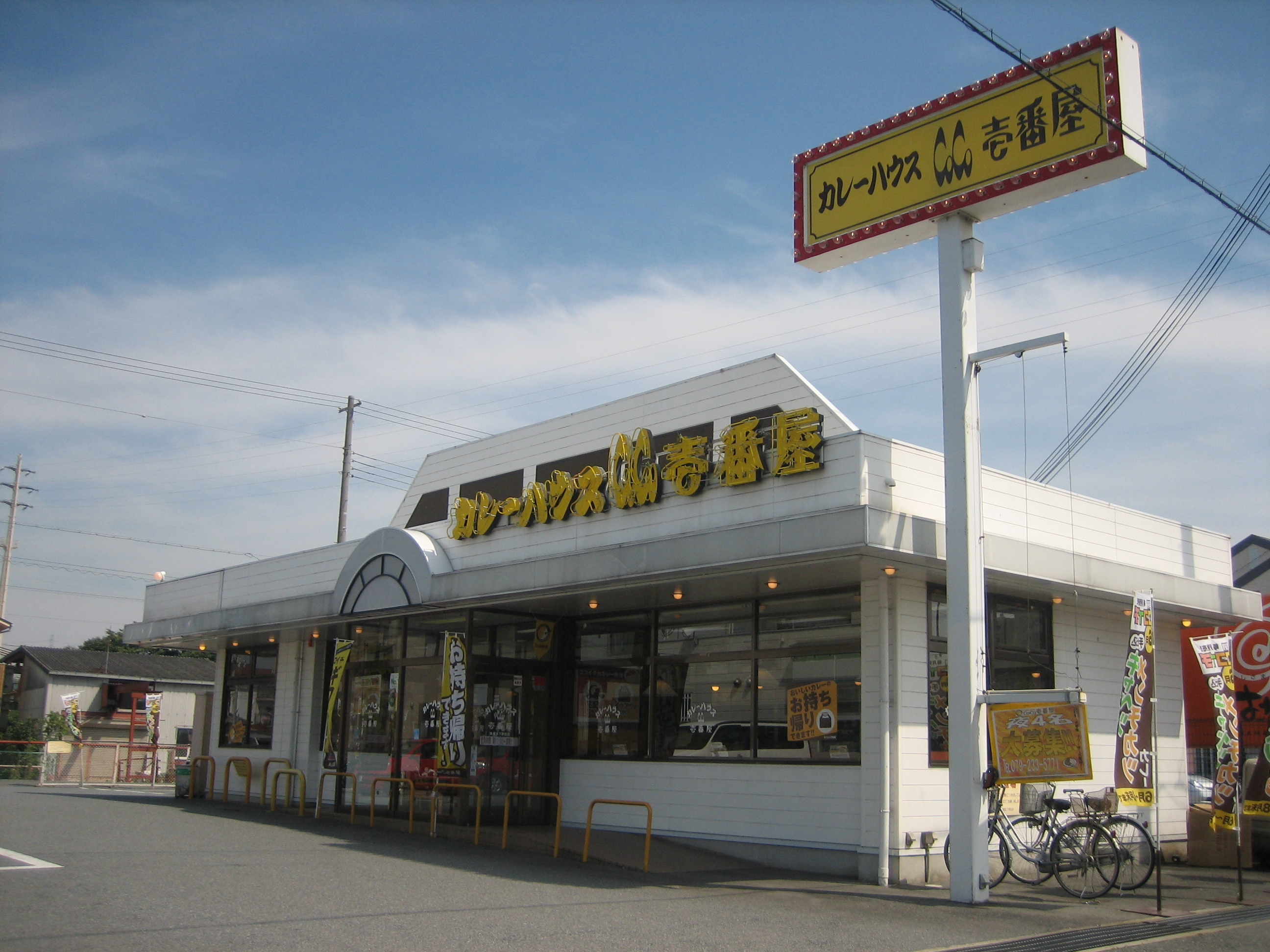
엣 로고를 쓰는 코코 이찌방야 식당.

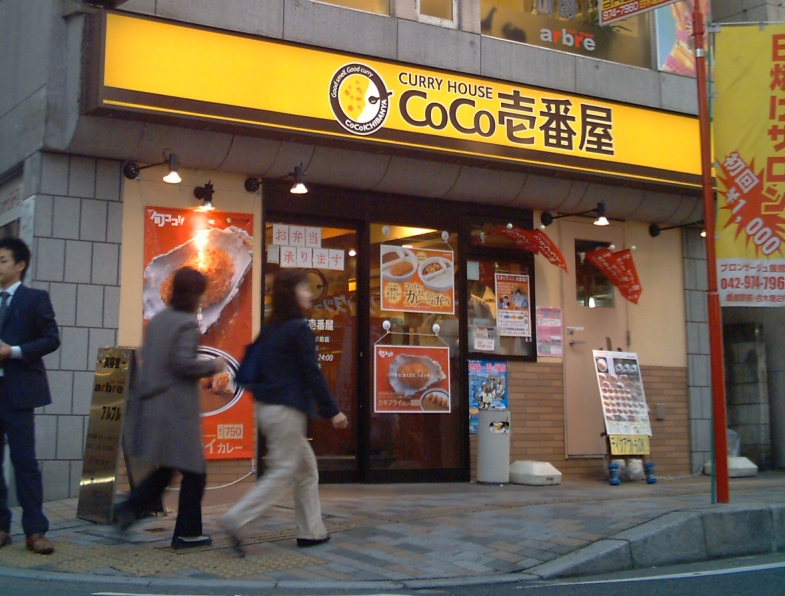
새로운 로고를 쓰는 코코 이찌방야 식당.

1978년 1월에 일본 나고야 서쪽 변두리에서 최초의 코코이찌방야 카레하우스 전문점이 개업했다. 빠른 속도로 가게들을 증가하기 위하여 1979년 11월 아이치현의 비사이시에 바로 공장이랑 본부를 차렸다. 1982년 7월에는 이찌방야 주식회사를 차렸으며, 그 다음 달에는 같은 아이치 현의 이치노미야시에다 두 번째 공장이랑 회사를 차렸다. 1988년 12월에 코코 이찌방야 카레하우스의 100번째 가게가 기후현에 열었으며, 4년 후인 1992년 10월에 200번째 가게가 고리야마시에 열었다. 1994년 2월에 코코 이찌방야가 해외 진출을 시작하기 위하여 미국 하와이에서 회사를 세우면서 4개월 후, 식당들을 본격적으로 개업하였다. 같은 시각에 일본에서는 모든 자치구 47현에 전문점들을 세웠으며 300번째 가게가 도요하시시에 열었다. 코코 이찌방야가 빠른 속도로 퍼지면서 불과 5년만인 1999년에 전문점 2배나 늘렸으며, 1999년 5월에 100번째 전문점을 열었던 기후현에 600번째 전문점도 영업했며 그 다음 달에는 도치기현에서 제3공장을 만들었다.
2003년 5월에 이찌방야 회사가 카레 분야로 이탈리아 음식등에 퓨전화 해 보고 싶어서 일본에 파스타 데 코코 (Pasta De Coco, パスタデココ)를 열었다. 이 식당에서 안카케 스파게티가 탄생하여 나중에는 전국에 유명한 요리로 알려지게 됐다. 같은 해에 카레 우동을 전문적으로 삼는 또 다른 식당인 멘야 코코이찌 (面屋 CoCo壱)를 만들었다. 한편, 카레라이스 코코이찌방야는 중화인민공화국에 진출하려고 2004년 9월에 먼저 상하이에 회사를 차려, 곧 첫 번째 중국 전문점을 같은 도시에 첫 번째 지점으로 열었다. 같은 년에 코코이찌방야는 1000번째 지점을 나카구에 개업했다. 2005년에는 코코 이찌방야의 로고가 바뀌면서 도쿄 증권거래소랑 나고야 증권거래소에 본격적으로 투자하기 시작하여 경제적으로 활동도 하기 시작했다. 중화민국(타이완)에도 같은 해에 진출했으며, 2년 후인 2007년에는 대한민국에도 진출하려고 농심그룹에 의해 카레하우스 코리아 코코이찌방야를 설립하였다. 몇달 후인 2008년 3월에 강남에 첫 번째 한국 전문점을 열었다.
코코이찌방야가 더 이상 카레 분야에서만 말고 다른 일본 음식 분야로 퍼지자는 뜻으로 2008년에는 카유사료 카사이 (粥茶寮 Kassai)라는 죽 전문점 식당을, 2010년에는 니쿠이 테이 (にっくい亭)라는 함박스테이크 전문점 식당을, 그리고 그 다음 년인 2011년에 우나돈 (장어 덮밥) 전문으로 우나기야 이찌반 (鰻屋壱番)이라는 식당들을 하나씩 개업하였다. 코코이찌방야 카레하우스는 그 이후로 계속 전문점을 증가했으며, 2008년에는 태국으로, 2011년에는 싱가포르와 미국 대륙 안인 캘리포니아로, 2013년은 인도네시아로 퍼지면서 기네스 세계 기록에서 제일 거대한 카레전문점 체인화사로 인정 받았다. 2015년에는 필리핀, 말레이시아와 이탈리아에 가게를 열었다.

## 지점
| 국가           | 진출        | 지점 수 |
| -------------- | ----------- | ------- |
| 일본           | 1978년 1월  | 1,305점 |
| 중화인민공화국 | 2004년 9월  | 46점    |
| 대한민국       | 2008년 3월  | 41점    |
| 태국           | 2008년 8월  | 27점    |
| 중화민국       | 2005년 9월  | 24점    |
| 홍콩           | 2010년 11월 | 9점     |
| 필리핀         | 2015년 3월  | 9점     |
| 미국           | 1994년 5월  | 8점     |
| 인도네시아     | 2013년 12월 | 6점     |
| 싱가포르       | 2011년 9월  | 4점     |
| 말레이시아     | 2015년 2월  | 1점     |
| 베트남         | 2018년 8월  | 1점     |
| 영국           | 2018년 12월 | 1점     |

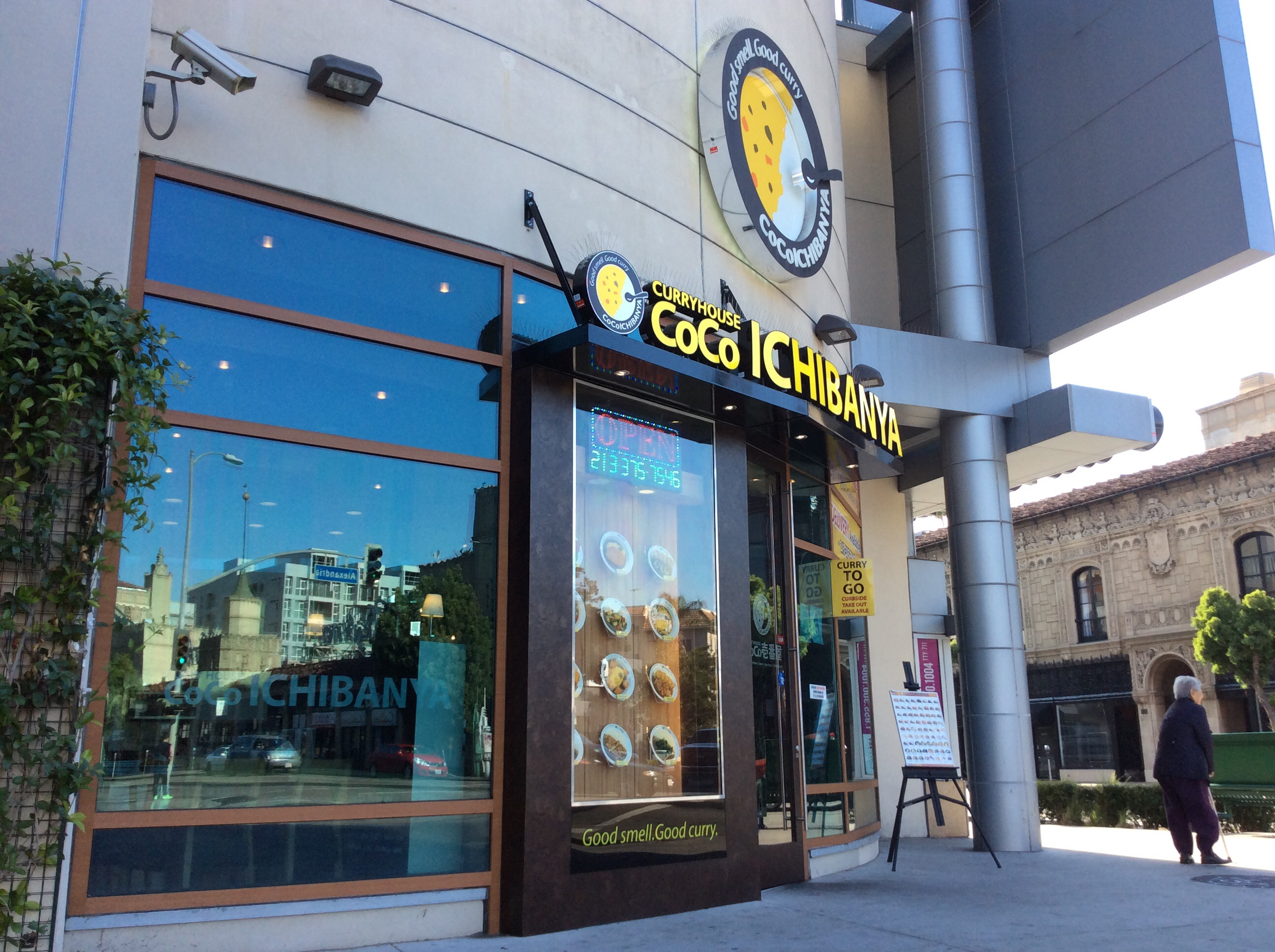
미국 로스앤젤레스 코리아타운 (한인타운) 전문점.

코코이찌방야는 전 세계에 식당들을 1,480개 이상을 열었으며, 그중 1,300 이상은 일본에 위치되어 있다. 일본 밖에서는 유일하게 카레하우스 코코이찌방야밖에 없으며, 다른 이찌방야 전문점 식당은 일본에서만 볼 수 있다. 코코이찌방야는 공장들과 회사도 일본에 3개씩 있으며, 일하는 직원은 총 731명 있다.

## 식당들

### 카레하우스 코코이찌방야
카레하우스 코코이찌방야 (カレーハウスココ壱番屋)는 코코이찌방야의 대표적 전문식당으로, 일본식 카레를 대접하는 식당 프렌차이스다. 카레라이스뿐만 아니라 카레랑 관련된 돈카쓰, 함박스테이크나 우동등 카레로 만든 퓨전 음식들을 제공한다.